# Sanpaku

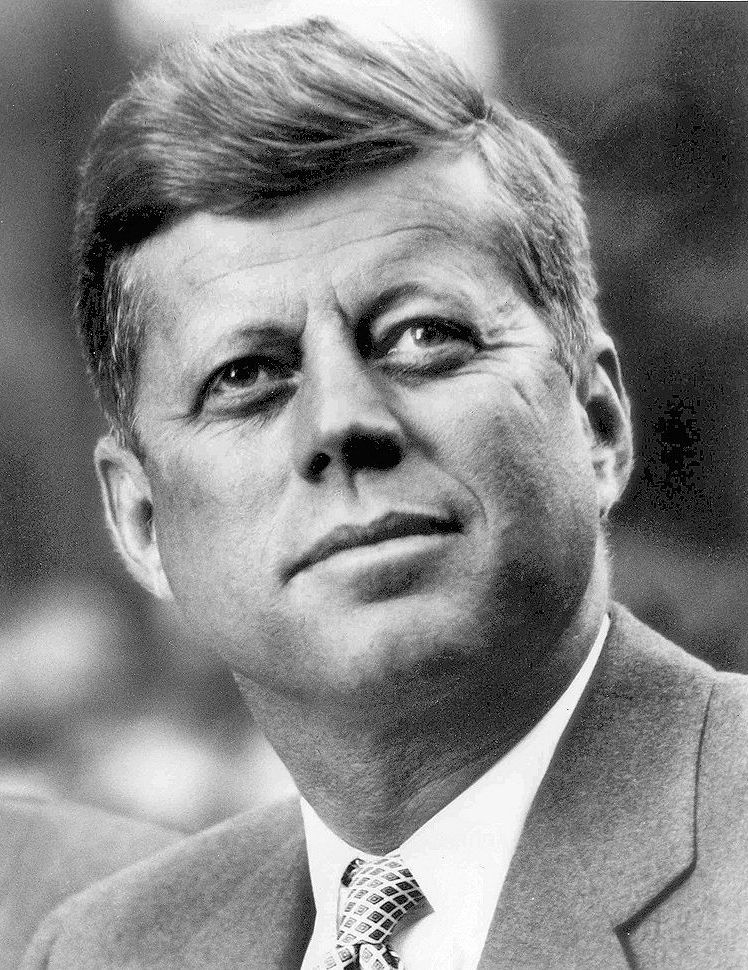
Sobre el presidente de Estados Unidos John F. Kennedy se predijo que "experimentaría un gran peligro debido a su condición de sanpaku". En ambos ojos se puede apreciar la esclerótica por debajo del iris.

Sanpaku gan (三白眼?), o simplemente Sanpaku (三白?), es un término japonés que significa "tres blancos" o "tres vacíos". También se les conoce como "ojos de sanpaku", referido a los ojos en los que queda visible el espacio blanco por debajo o encima del iris.

## Etimología
El término proviene del japonés, y es escrito con tres caracteres que se pueden traducir literalmente como "ojos con un tercer blanco", ya que los ojos normalmente tienen dos blancos (la esclérotica y los brillos).

## Historia
Según la tradición médica china de lectura facial, cuando la parte blanca del ojo, conocida como esclerótica está visible debajo del iris, se identifica con el término Yin Sanpaku y se asocia a un desequilibrio físico del cuerpo presente en personas alcohólicas, drogadictos e individuos con altos niveles de consumo de azúcar o grano. Por otro lado, cuando es la parte superior de la esclerótica la que se queda visible, se cree que es un indicativo de un desequilibrio mental presente en individuos con alteraciones psicóticas, asesinos y cualquiera proclive a sufrir episodios de ira. El estrés o la fatiga también pueden ser la causa de lo que se conoce como Yang Sanpaku. En cualquier caso, se considera que estas personas atraen situaciones accidentales o violentas.
En agosto de 1963, el filósofo macrobiótico japonés George Ohsawa predijo que el presidente John F. Kennedy experimentaría un gran peligro debido a su condición de sanpaku. Ohsawa también relaciona los fallecimientos de otras celebridades como Marilyn Monroe, James Dean, Michael Jackson, Martin Luther King y Abraham Lincoln con la visibilidad de la esclerótica bajo sus ojos.
En 1965, Ohsawa, junto con William Dufty, escribió "You Are All Sanpaku" (Todos sois sanpaku), que ofrece la siguiente perspectiva sobre el término:

Durante miles de años, la población del Extremo Oriente se fijaba en los ojos de los demás en busca de signos de esta terrible condición. Cualquier señal de sanpaku significaba que la condición física del individuo -física, psicológica y espiritual- se encontraba corrompida. Que había cometido pecados contra el orden del universo y que por lo tanto se trataba de una persona enferma, infeliz y trastornada, lo que en occidente se conoce como "proclive a los accidentes". La condición de sanpaku es una advertencia, una señal de la naturaleza, de que la vida del sujeto está amenazada por un temprano final trágico.

## Escepticismo
Actualmente no existe prueba alguna científica que sostenga la efectiva existencia del fenómeno ojos de sanpaku. La búsqueda del término en PubMed, la base de datos MEDLINE bibliográfica de libre acceso de citaciones y resúmenes de artículos de investigación biomédica, no arroja ningún resultado en revistas médicas o psicológicas. George Ohsawa no poseía capacitación en el campo médico y, por lo tanto, no está calificado para hacer diagnósticos o predicciones médicas. De igual manera, Ohsawa tampoco da explicaciones sobre las conexiones entre supuestos trastornos físicos particulares, trastornos mentales, tipos de personalidad y los diferentes tipos de sanpaku (por ejemplo: ¿por qué es exactamente una esclerótica superior visible indicativa de psicosis?). Tampoco se menciona si la catarata o el desplazamiento de retina, por ejemplo, tienen relación con esto.

## En la cultura popular
John Lennon mencionaba "sanpaku" en su canción "Aisumasen (I'm Sorry)" de 1973 del álbum Mind Games. El grupo canandiense de new wave Darkrrom publicó en 1983 un álbum titulado San Paku donde existe una canción con el mismo título. También aparece brevemente en la novela de William Gibson "Neuromante" de 1984, así como en el tema "Sanpaku" de 1979 de Michael Franks. Ken Kesey hace referencia al "sanpaku" en el relato corto "Now We Know Hoy Many Holes It Takes To Fill The Albert Hall", que se encuentra en Demon Box  (Methuen, 1986, p. 297).
En contraste, varios manga se hace mención a ello como una habilidad especial, en Shōnen Sanpaku Gan de Kaworu Watashiya, el protagonista posee estos ojos, mientras que en Naruto, de Masashi Kishimoto, existe una variación llamada "Byaku Gan" (白眼 Ojos blancos?). Recientemente, el personaje Son Goku, en Dragon Ball Super de Akira Toriyama, consigue una técnica espiritual denominada como "Migatte no Goku'i", donde sus ojos se tornan blancos/plateados por debajo del iris y, como alusión al sanpaku gan, puede esquivar cualquier ataque que amenace su vida.

## Personajes célebres con sanpaku
- John F. Kennedy[10]
- Sal Mineo[11]
- Marilyn Monroe[10]
- Robert Pattinson[10]
- Sylvester Stallone[11]
- Natalie Wood[11]
- Charles Manson[12]
- Billie Eilish
- Michael Jackson
- Amy Winehouse
- Lady Di
- Freddie Mercury
- Canserbero
- Lisa
- Prince
- Gata Cattana